# Hòa Xuân Đông
Hòa Xuân Đông là một xã thuộc thị xã Đông Hòa, tỉnh Phú Yên, Việt Nam.

## Địa lý
Xã Hòa Xuân Đông nằm ở trung tâm thị xã Đông Hòa, có vị trí địa lý:
- Phía đông giáp phường Hòa Hiệp Nam và xã Hòa Tâm
- Phía tây giáp phường Hòa Xuân Tây
- Phía nam giáp xã Hòa Xuân Nam
- Phía bắc giáp phường Hòa Hiệp Trung.

Xã Hòa Xuân Đông có diện tích 20,48 km², dân số năm 1999 là 12.425 người, mật độ dân số đạt 607 người/km².
Xã gồm các thôn: Thạch Tuân 1, Thạch Tuân 2, Phú Khê 1, Phú Khê 2, Bàn Thạch, Hiệp Đồng.

## Lịch sử
Địa bàn xã Hòa Xuân Đông trước đây vốn là một phần xã Hòa Xuân thuộc huyện Tuy Hòa.
Ngày 27 tháng 8 năm 1994, chia xã Hòa Xuân thành 3 xã: Hòa Xuân Đông, Hòa Xuân Tây và Hòa Xuân Nam.
Ngày 16 tháng 5 năm 2005, huyện Tuy Hòa chia tách thành hai huyện Đông Hòa và Tây Hòa. Xã Hòa Xuân Đông thuộc huyện Đông Hòa.
Ngày 1 tháng 6 năm 2020, thành lập thị xã Đông Hòa trên cơ sở toàn bộ diện tích và dân số của huyện Đông Hòa. Xã Hòa Xuân Đông thuộc thị xã Đông Hòa như hiện nay.